# N813 (Sivry)
De N813 is een gewestweg in de Belgische provincie Luxemburg. De route verbindt Sivry (N83b) met Aix-sur-Cloie (N88 en N88a). De route heeft een lengte van ongeveer 17 kilometer en bestaat uit twee rijstroken voor beide rijrichtingen samen. De route had oorspronkelijke het wegnummer P1.

## Plaatsen langs de N813
- Sivry
- Chantemelle
- Châtillon
- Meix-le-Tige
- Guelff
- Battincourt
- Aix-sur-Cloie